# أسترا

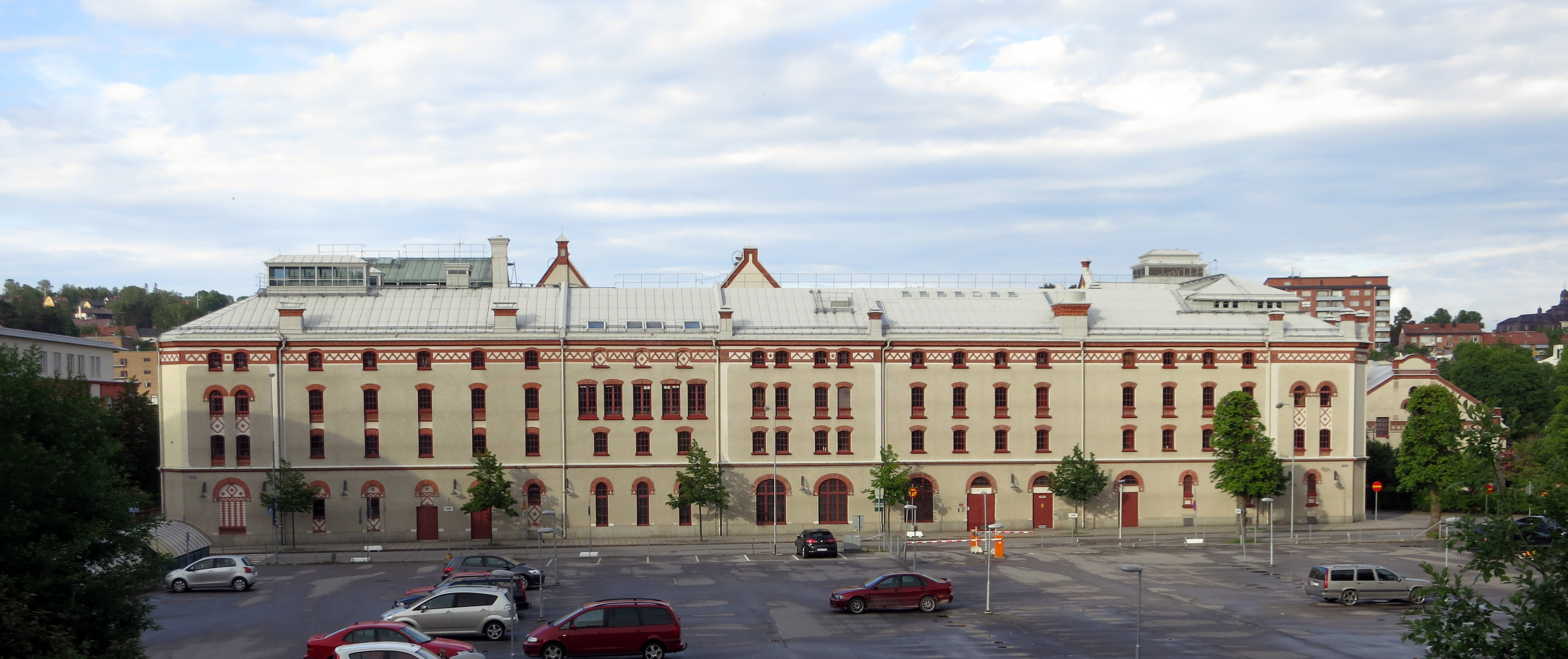

شركة أسترا أ.ب. (Astra AB) هي شركة دوائية دولية سابقة مقرها في سودرتاليا في السويد. تأسست شركة أسترا في عام 1913 واندمجت مع مجموعة زينيكا البريطانية في عام 1999 لتشكيل أسترا زينيكا.
ركزت الشركة على تطوير علاجات خاصة بالأمراض المعوية والقلبية الوعائية والتنفسية ومعالجة الألم.
عند اندماجها، كانت أسترا أكبر شركة أدوية سويدية. كما قامت أسترا بتشغيل شركة للأجهزة الطبية، هي أسترا تك (Astra Tech)، كما قامت بتسويق المستحضرات الصيدلانية خارج مجال التطوير الأساسي، بما في ذلك الأدوية المضادة للعدوى.